# Parsabad-Moghan Airport
Parsabad-Moghan Airport är en flygplats i Iran.   Den ligger i provinsen Ardabil, i den nordvästra delen av landet, 500 km nordväst om huvudstaden Teheran. Parsabad-Moghan Airport ligger 76 meter över havet.
Terrängen runt Parsabad-Moghan Airport är platt, och sluttar norrut. Runt Parsabad-Moghan Airport är det ganska tätbefolkat, med 104 invånare per kvadratkilometer. Närmaste större samhälle är Pārsābād, 5,9 km nordost om Parsabad-Moghan Airport. Trakten runt Parsabad-Moghan Airport består till största delen av jordbruksmark.